# Sukaperna (Talaga)
Sukaperna is een bestuurslaag in het regentschap Majalengka van de provincie West-Java, Indonesië. Sukaperna telt 1865 inwoners (volkstelling 2010).